# Pseudocheilinops ataenia
Pseudocheilinops ataenia és una espècie de peix de la família dels làbrids i de l'ordre dels perciformes, l'única coneguda del gènere Pseudocheilinops.

## Morfologia
Els mascles poden assolir els 6,5 cm de longitud total.

## Distribució geogràfica
Es troba des del sud de les Illes Filipines i Cèlebes (Indonèsia) fins a Palau.